# Märkisch Luch
Märkisch Luch é um município da Alemanha, situado no distrito de Havelland, no estado de Brandemburgo. Tem 71,02 km² de área, e sua população em 2019 foi estimada em 1.265 habitantes.